# Kollektivtrafiken i Aten
Atens kollektivtrafik består av:
- busslinjer trafikerade av ETHEL (Etaireia Thermikon Leoforeion, Ε.ΘΕ.Λ. Α.Ε., Εταιρεία Θερμικών Λεωφορείων).

- trådbusslinjer trafikerade av ILPAP (Ilektrokinita Leoforeia Periohis Athinon–Peiraios, Η.Λ.Π.Α.Π. Α.Ε., Ηλεκτροκίνητα Λεωφορεία Περιοχής Αθηνών Πειραιώς)

- Atens spårvägar, trafikerade av Tram (Τραμ)

- Atens tunnelbana bestående av tre linjer. Linje 1 trafikeras av ISAP (Ilektrikoi Sidirodromoi Athinon - Peiraios, Η.Σ.Α.Π. Α.Ε., Ηλεκτρικοί Σιδηρόδρομοι Αθηνών - Πειραιώς) och linje 2 & 3 av AMEL (Attiko Metro Etaireia Leitourgias, Α.Μ.Ε.Λ. Α.Ε., Αττικό Μετρό Εταιρεία Λειτουργίας)

- järnvägslinjer trafikerade av OSE (Organismós Sidirodrómon Elládas Ο.Σ.Ε. Α.Ε., Οργανισμός Σιδηροδρόμων Ελλάδας)

- pendeltågslinjertrafikerade av Proastiakos (Προαστιακός)

Bolagen ETHEL, ILPAP och ISAP är en del av det allmänägda OASA (Organismos Astikon Syngoinonion Athinon Οργανισμός Αστικών Συγκοινωνιών Αθηνών).
Bolagen Tram och AMEL är en del av det statligt ägda Attiko Metro (Αττικό Μετρό)  .
Proastiakos är en del av det allmänt ägda OSE.